# 疏花黄耆
疏花黄耆（学名：Astragalus hoffmeisteri）为豆科黄芪属的植物。分布在印度、巴基斯坦、克什米尔以及中国大陆的西藏等地，生长于海拔2,700米至4,000米的地区，目前尚未由人工引种栽培。